# Стратагема
Стратаге́ма, или стратеге́ма (др.-греч. στρατήγημα «военная хитрость», кит. трад. 計, палл. цзи) — просчитанная последовательность действий, направленная на решение конкретной задачи или достижение неявной цели с учётом психологических наклонностей объекта и других особенностей ситуации. В китайской культуре это понятие существует не менее трёх тысячелетий.
Хотя термин «стратегема» использовался ещё в Древней Греции, широкую известность в Западной Европе он приобрёл благодаря книге древнеримского автора Секста Юлия Фронтина «Стратегемы» (лат. Strategemata) и книге древнеримского писателя македонского происхождения Полиэна с таким же названием на греческом языке (греч. Στρατηγήματα).
В настоящее время стали широко известны 36 древнекитайских военных хитростей, по отношению к которым чаще употребляется написание стратагема, в то время как для древнеримских и древнегреческих приёмов, описанных Фронтином и Полиэном, традиционно принято написание стратегема.
Стратагемы подобны невидимым ножам, которые спрятаны в человеческом мозгу и сверкают, только когда их вздумаешь применить. Тот, кто умеет применять стратагемы, всегда удержит инициативу в своих руках.«Хитрость в бою — 36 стратагем», Тайбэй, 1985

## История

### Стратегемы в древней Греции
В трудах Геродота, Фукидида, Ксенофонта и других древнегреческих авторов содержится немало примеров военных и военно-дипломатических хитростей. В них уже используется термин «стратегема». Однако неизвестно ни одной древнегреческой книги, написанной до покорения Греции римлянами, целиком посвящённой стратегемам. Греческие авторы больше интересовались стратегией (примерами служат книги Ксенофонта «О командовании конницей» и Онасандра «Стратегикос»).
Один из самых знаменитых античных авторов по данной тематике — Полиэн (греч. Πoλυαινoς, лат. Polyaenus), создавший сочинения «Στρατηγηματα» (Военные хитрости). Сборник состоит из 8 книг, причем шесть из них описывают деяния греков, седьмая — варваров, а восьмая книга посвящена римлянам и женщинам разных народов. Стратегемы содержат большое количество анекдотов в отношении известных исторических личностей, отражая в то же время факты истории. Историческая ценность анекдотов в известной мере ослаблена тем, что Полиэн не упоминает, откуда он взял тот или иной эпизод. Его, как автора, интересовало в первую очередь прикладное значение военных уловок.

### Стратегемы в древнем Риме
Впервые в Риме собрал известные ему стратегемы в одну книгу Секст Юлий Фронтин. Он собрал различные примеры из древнегреческих источников, из истории Пунических и гражданских войн, добавил известные ему случаи из тех войн, где ему лично приходилось участвовать.
Труд Фронтина «Стратегемы» представляет собой упорядоченный сборник тактических и психологических приёмов, использованных в конкретных случаях древними и современными автору правителями и военачальниками. Причём эти приёмы не были обдуманы заранее в ходе стратегического планирования, а были применены из-за внезапно возникших неблагоприятных обстоятельств, с целью избежать их или даже обернуть себе на пользу. Фронтин старался классифицировать стратегемы, похожие по замыслу случаи он ставил рядом.
Во 2 веке римский писатель македонского происхождения Полиэн написал книгу на греческом языке "Стратегемы". В отличие от Фронтина, Полиэн не был полководцем, а лишь использовал сведения других авторов. Зато его произведение обладает литературным стилем, к тому же он использовал больше не дошедших до нас источников. Полиэн группировал примеры не по замыслу, а по полководцам. Полиэн писал:
Мне, по крайней мере, кажется, что это советует и Гомер, ведь всякий раз, как он произносит: «обманом иль силою», по-другому не предписывает, нежели уловками или стратегемами, пользоваться против врагов; если же ты в этом слабее — вот тогда стоит рискнуть военной силой

### Использование стратагем в древнем Китае
Стратагема подобна алгоритму, она организует последовательность действий. Стратагемы составляли не только полководцы. Политические учителя и наставники царей были искусны и в управлении гражданским обществом, и в дипломатии.
Все, что требовало выигрыша в политической борьбе, нуждалось, по их убеждению, в стратагемном оснащении.
Дипломатические стратагемы представляли собой нацеленные на решение крупной внешнеполитической задачи планы, рассчитанные на длительный период и отвечающие национальным и государственным интересам. В дипломатии понятие стратагемности раскрывается как сумма целенаправленных дипломатических и военных мероприятий, рассчитанных на реализацию долговременного стратегического плана, обеспечивающего решение кардинальных задач внешней политики государства. Будучи нацеленной на реализацию стратагемы, стратагемная дипломатия черпала средства и методы не в принципах, нормах и обычаях международного права, а в теории военного искусства, носящей тотальный характер и утверждающей, что цель оправдывает средства.
Но с помощью стратагем наносились и тактические удары. Широко известна, например, стратагема «Убить чужим ножом», с помощью которой устранялся опасный персонаж в лагере противника.

### Структура стратагемы
Необходимые условия для составления и успешной реализации стратагем: умение рассчитывать ходы и предвидеть их последствия, знание психологических особенностей тех, против кого нацелен план и упорство автора плана в реализации стратагемы.
Важным компонентом для создания стратагемы является высокий уровень информированности о действиях противника. Для получения информации в древнем Китае широко использовались многочисленные методы разведки и шпионаж.
В основе Китайского Искусства Стратагем лежит дух высказывания китайского мыслителя Хун Цзычэна (англ. Hong Zicheng): «Сердце, которое хочет нанести вред другим, не подлежит прощению, но сердце, заботящееся о других, совершенно необходимо».

## Стратагемы на Западе
Первым западным деятелем, который когда-либо упомянул, применительно к Китаю, термин «стратагема», был русский дипломат начала XVIII в. С.Л. Владиславич-Рагузинский. Это — открытие профессора B.C. Мясникова, который, таким образом, может считаться пионером китаеведческих стратагемных исследований на Западе.
Китай, по-видимому, является далеко не единственным местом в мире, где стратагемы когда-либо были использованы и применяемы.

## Стратагемы и психология
Каждая стратагема фактически строится на глубоком изучении ситуации и противника. В основе стратагемы лежит многозвенная рефлексия, каждый шаг которой строится на оценке возможных следствий и возможных действий противника. Чем глубже способность автора стратагемы к рефлексии, и чем больше его осведомлённость о противнике, о ситуации в целом, о возможных путях развития событий — тем эффективнее и точнее будет действие созданной стратагемы — алгоритма. В настоящее время аналогичные подходы развиваются кибернетикой и теорией игр, которые широко используются при создании современных компьютерных программ, в том числе для моделирования военных задач, подпрограмм для автоматизированной боевой техники и т. д.